# Pamcoloma refervens
Pamcoloma refervens är en fjärilsart som beskrevs av William Schaus 1906. Pamcoloma refervens ingår i släktet Pamcoloma och familjen tandspinnare. Inga underarter finns listade i Catalogue of Life.